# Udabucht
Die Udabucht (russisch Удская губа) ist eine Bucht im Westen des Ochotskischen Meeres.
Die Udabucht wird im Osten vom Archipel der Schantarinseln begrenzt. Im Norden reicht die Bucht bis zum Kap Madschalinda (⊙), im Osten bis zum Kap Malaja Dugandscha (⊙). Weiter östlich befindet sich die Tugurbucht.
Die Udabucht besitzt eine Buchttiefe von etwa 75 km sowie eine maximale Breite von etwa 65 km. Die maximale Wassertiefe liegt bei 36 m. Die Udabucht ist zwischen Oktober und Juni eisbedeckt. Die Springtide erreicht Höhen von 6,1 bis 7,3 m, die Nipptide eine Höhe von etwa 4,2 m. Die Küste ist meist erhöht. Die wichtigsten Flüsse, die in die Bucht münden, sind Uda und Torom. Weitere nennenswerte Zuflüsse sind Tyl, Al und Kiran. An der Küste östlich der Udamündung befindet sich das Dorf Tschumikan, das gleichzeitig Verwaltungszentrum des Rajons Tuguro-Tschumikanski ist.

## Tierwelt
Im Frühjahr und Sommer versammeln sich Weißwale in der Udabucht, um in den Ästuaren der größeren Flüsse Fische zu jagen, die auf dem Weg zu ihren Laichgewässern sind. Im Sommer und im Herbst halten sich Grönlandwale in der Udabucht auf.